# Anosmie

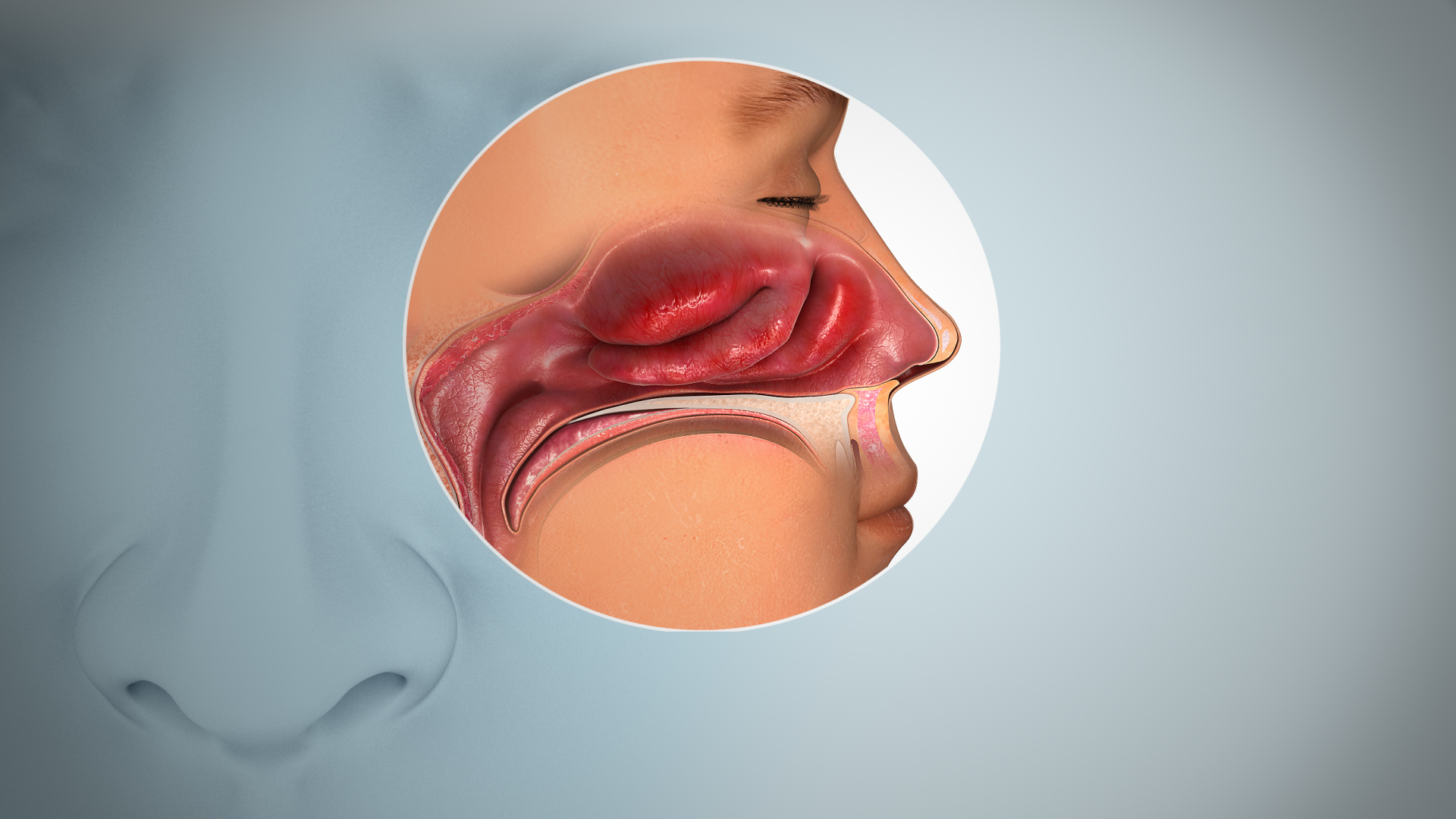
Inflamation des fosses nasales pouvant causer une anosmie

L'anosmie est un trouble de l'odorat qui se traduit par une perte totale de l'odorat, temporaire ou permanente, de l'une ou, plus souvent, des deux narines. Ce trouble pourrait toucher environ 5 % de la population, mais reste difficile à évaluer. Son diagnostic peut se faire notamment à l'aide de kits de test de l'odorat. Sa cause peut être d'origine congénitale, traumatique ou infectieuse, et avoir différentes sources : défaut de perméabilité des fosses nasales, altération ou destruction des organes sensoriels ou du nerf olfactif. Ce trouble a plusieurs conséquences sur la vie des personnes concernées : non-détection des odeurs de gaz, de brûlé, de saleté ou encore inaptitude à certains métiers.
À partir de mars 2020, certaines études constatent qu'environ 80 % des malades du Covid-19 sont touchés par l'anosmie, souvent de manière temporaire. Cela serait dû à l'attaque par le virus des cellules de soutien et des cils de la muqueuse, qui se régénérent continuellement.

## Diagnostic
L'anosmie est un trouble de l'odorat qui se traduit par une perte totale de l'odorat, temporaire ou permanente.
L'anosmie peut être diagnostiquée par les médecins à l'aide de tests à base d'acétylcystéine. Le médecin commence par un examen détaillé de l'historique du patient. Il demande d'énumérer toute blessure pouvant être liée à l’anosmie, telles que les infections du système respiratoire supérieur ou un traumatisme crânien. L'évaluation psychophysique de l'ordre et l'identification du goût peut être utilisée pour identifier une anosmie. Un examen du système nerveux est réalisé pour voir si les nerfs crâniens sont endommagés.
Le diagnostic, ainsi que le degré de déficience, peuvent aujourd'hui être testés beaucoup plus efficacement qu'auparavant grâce à des kits de test de l’odorat désormais disponibles, ainsi qu'à des tests de dépistage qui utilisent des composés dont dispose la plupart des cliniques. Il arrive de temps à autre que l'odorat d'un patient soit affecté à la suite d'un accident. Des odeurs particulières, présentes auparavant ne sont alors plus détectées. Après un traumatisme crânien, certains patients peuvent subir une anosmie unilatérale. Le sens de l'odorat doit être testé pour chacune des narines[réf. à confirmer].
De nombreux cas d'anosmie congénitale restent non déclarés et non diagnostiqués. Si le trouble est présent dès la naissance, autrement dit congénital, l'individu peut ne pas s'en rendre compte, ou bien partiellement. En effet, ce sens de l'odorat que par conséquent il ne possède pas ne pourra pas apparaître consciemment pour lui comme étant un état de déficience[source insuffisante]
L'anosmie est habituellement bilatérale mais peut être unilatérale. Elle peut être associée à une perturbation du sens du goût, voire d'une perte totale appelée agueusie.
Le nombre de personnes touchées par l'anosmie reste incertain. Une étude réalisée au Royaume-Uni en 2014 indique que 5 % de la population générale souffrirait d'anosmie.

## Causes
Ce handicap peut être congénital c'est-à-dire acquis dès la naissance. Il est plus souvent d'origine traumatique ou infectieuse.
Son apparition peut être liée à la perte des cils des neurones sensoriels situés dans la muqueuse nasale.
L'anosmie est fréquemment causée par l'altération du nerf olfactif situé sous le bulbe olfactif qui se trouve au-dessus de la racine du nez. C'est une lésion fréquente dans les traumatismes crâniens où le choc est antérieur : les filets du nerf olfactif qui traversent la lame criblée de l'os ethmoïde, sont déchirés à ce niveau.
Dans de nombreuses maladies virales comme la grippe, une perte d'odorat partielle, temporaire et bénigne résulte de l'obstruction du nez.
Il peut être dû à un défaut de perméabilité des fosses nasales :
syndrome de Kallmann ; hypogonadisme hypogonadotrope ; rhume ; sinusite ; rhinite ;maladie à coronavirus 2019 ; polype des fosses nasales ; polypose nasosinusienne ; excès de tabac ; utilisation de certains médicaments comme les psychotropes ; intoxication au cadmium ; effet temporaire d'une exposition nasale au zinc (médicamenteuse éventuellement) ; inhalation de cocaïne.
Il peut être dû à une altération ou une destruction des organes sensoriels :
anomalie anatomique (anosmie de naissance) ; écrasement, sectionnement d'un nerf (accidents, opérations) ; lésion tumorale locale ; certaines formes d’épilepsie ; atteinte virale du nerf olfactif ; atteinte neurologique des centres nerveux de l’olfaction situés dans le cerveau ; grossesse, prise de la pilule.
La fréquence des différentes causes dans les troubles de l'odorat et du goût a été estimée par un taste and smell center[Quoi ?] américain[réf. nécessaire] :
26 % rhinite aigüe ; 22 % pas de cause décelable ; 18 % traumatisme crânien ; 15 % rhinosinusite ; 4 % congénitale ; 2 % chimique ; 0,8 % infection buccale ; 0,7 % neurochirurgie ; 0,5 % autres infections ; 0,5 % psychiatrique ; 0,5 % radiothérapie ; 0,4 % grossesse.

## Conséquences

### Domestiques
L'incapacité à sentir les fuites de gaz présente un risque sérieux, tout comme l'incapacité à détecter un objet qui brûle, augmentant ainsi le risque d'incendie. Pour pallier cette perte d'odorat, l'utilisation de détecteurs et avertisseurs autonomes de fumée peut être une solution efficace, permettant de compenser par l'ouïe. Par ailleurs, le contact avec des produits chimiques devient plus probable et il devient impossible de savoir si la nourriture est avariée, ce qui représente un danger supplémentaire pour la santé.

### Hygiène
L'incapacité à identifier ses propres odeurs corporelles, les odeurs des autres, ainsi que celles du linge sale et de la saleté en général, peut poser de nombreux défis quotidiens.

### Psychologiques
Les taux élevés d'anxiété et de dépression sont des problèmes de santé mentale courants qui peuvent avoir des répercussions significatives sur la qualité de vie. En outre, il est fréquent de constater une baisse de la libido chez les personnes souffrant de ces troubles.

### Sociales
Certaines personnes peuvent faire face à plusieurs défis émotionnels et sociaux qui peuvent affecter leur bien-être quotidien. Ces défis incluent le retrait voire l'isolement social, où l'individu se retrouve souvent seul et éloigné des interactions sociales régulières. De plus, il peut y avoir une difficulté à établir des relations intimes, ce qui peut entraîner une frustration émotionnelle et une sensation de déconnexion. Enfin, il y a parfois un évitement lors des repas, où la personne peut éprouver de l'anxiété ou un inconfort significatif autour de la nourriture et des repas en société. Ces expériences peuvent être sources de stress et nécessitent souvent un soutien et une compréhension adaptés pour aider à améliorer la qualité de vie de ceux qui les vivent.

### Professionnelles
L'anosmie est susceptible de restreindre l'accès des personnes, qui en souffrent, à certaines professions exigeant des capacités olfactives.
Dans l'accès aux emplois publics, l'anosmie peut parfois être constitutive d'inaptitude physique au sens des textes législatifs ou réglementaires. Ainsi, dans un arrêt du 5 juin 1998, la cour administrative d'appel de Lyon a jugé que l'Administration était fondée à refuser la candidature d'une personne anosmatique aux fonctions d'inspecteur de police, « eu égard à la nature des missions et des situations auxquelles tout inspecteur de police doit pouvoir faire face dans l'exercice de la plupart des fonctions qu'il est normalement appelé à occuper ».

### Alimentaire
Certaines personnes peuvent ressentir une diminution de leur envie de cuisiner, ce qui peut influencer leur plaisir à préparer des repas. De plus, cette diminution peut aussi être associée à une baisse de l'appétit et à une moindre satisfaction lors des repas. Pour d'autres, cette période peut conduire à une modification dans la quantité de nourriture consommée, soit une diminution, soit une augmentation, selon les circonstances individuelles.

## Covid-19
En février 2020, une première étude a estimé en Chine que la Covid-19 provoquaient des troubles du goût et de l'odorat chez 5 % des malades, mais parce que basée sur les seuls dossiers médicaux, elle a pu sous-estimer la prévalence réelle de ce symptôme.
En mars 2020, une étude s'est déroulée en France durant laquelle, sur les 68 personnes diagnostiquées positives au SARS-CoV-2, 63 ont eu une hypogueusie (diminution du goût), 51 une hyposmie (altération/baisse de l'odorat) et 43 patients ont eu à la fois une hypogueusie et une hyposmie,. L'hypogueusie et l'hyposmie associées à un syndrome grippal sont jugées par l'étude comme une caractéristique clinique discriminante de COVID-19.
Début avril 2020, une autre étude (Allemagne, France, Italie, Espagne, Angleterre et États-Unis), basée sur 417 patients testés positifs au Covid-19 — confirmés par test PCR — publie des chiffres encore plus élevés : anosmie chez 86 % des patients et dysgueusie chez 88 %, parfois associées à des douleurs faciales et à une obstruction nasale. Ces troubles apparaissent avant l'apparition des autres symptômes (généraux et ORL) dans 12 % des cas, pendant l’expression des symptômes dans 65 % des cas ou après dans 23 % des cas, et se résorbent dans les 15 jours dans 44 % des cas. Les femmes en sont plus souvent victimes que les hommes.
Mi-avril 2020, l'hypothèse explicative est que le SARS-CoV-2 est plus souvent neuroinvasif qu'on ne le pensait initialement ; à partir de la muqueuse olfactive il pourrait coloniser le nerf olfactif et perturber les sens du goût et de l'odorat.
En octobre 2020, une étude conclut que le Covid-19 ne provoque généralement pas de congestion nasale, mais que l'anosmie touche environ 80 % des malades.
En janvier 2021, la cause avancée est celle d'une détérioration de l'épithélium olfactif, sans atteinte des neurones. Dès février 2021, des lésions microvasculaires sont mises en évidence dans le cerveau.
En mai 2021, l'INSERM annonce que, chez certains patients, l'anosmie « est associée à une inflammation prolongée de l’épithélium et du système nerveux olfactif ».
En octobre 2021, une étude montre que la protéase Mpro du SARS-CoV-2 induit un phénomène de « nécroptose des cellules endothéliales » de microvaisseaux, endommageant la barrière hématoencéphalique,.
En novembre 2021, une étude montre que le virus épargne les cellules nerveuses des récepteurs d'odeurs ainsi que le centre intracérébral de traitement des odeurs, mais qu'il attaque les cellules de soutien de la muqueuse olfactive ainsi que les cellules des cils de la muqueuse respiratoire. Ceci explique le caractère souvent temporaire de l'anosmie due au coronavirus : l'attaque des cellules de soutien perturbe l'olfaction, mais l'organisme les renouvèle constamment. Ce travail basé sur l'observation d'échantillons postmortem de muqueuses respiratoire et olfactive ainsi que de bulbes olfactifs (prélevés dans le cerveau) laisse penser que le SARS-CoV-2 ne serait donc pas directement neurotrope : « les neurones sensoriels olfactifs seraient touchés sans être infectés »,. Les auteurs signalent avoir parfois aussi trouvé le virus dans les méninges, sans en connaître les causes et les conséquences.